# 狼やくざ 殺しは俺がやる
『狼やくざ 殺しは俺がやる』（おおかみやくざ ころしはおれがやる、Yakuza Wolf: I Perform Murder）は、1971年の日本映画。主演：千葉真一、監督：鷹森立一、製作：東映、カラー・シネマスコープ、88分。『狼やくざシリーズ』の第一作。

## 概要
犯罪組織に父親を殺された息子が殺し屋になり、復讐を果たす物語。千葉真一を殺し屋の主人公に据え、ライフル・ショットガン・仕込み剣など、殺しの手法が次々と繰り出されている。主な脇役として、共闘するやくざに佐藤允、父の仇であるやくざに南原宏治、行方不明の妹に渡辺やよい、つけ狙ってくる暗殺者に葉山良二がキャスティングされている。
日本では1972年1月11日に封切り公開された。

## ストーリー
横浜に進出を目論む関東誠心会の会長・和泉昇次郎は、地元を仕切ってきた博徒・氷室一家を取り込もうとしたが、親分の氷室源太郎は拒絶。和泉は配下の大沼組に源太郎は抹殺させ、その縄張りを略奪した。1か月後、5年ぶりに沖縄から帰ってきた氷室剛介は、事件に巻き込まれて行方知れずとなった妹・京子の捜索と、父の敵を討つことを誓った。射撃に卓越している剛介は、関東誠心会へ単身戦いを挑んでゆく。まず剛介は大沼組の幹部を暗殺した。大沼組はシマを争っている江友会の仕業と勘違いする。剛介は江友会の会長・江口順に近づく。江口を囮にし、大沼を捕縛し、京子の居所を問い詰める。妹の消息を知ると、容赦なく大沼を抹殺した。京子は秘密クラブに売られていたので、剛介は救出と同時に和泉の暗殺を謀る。

## キャスト
- 千葉真一 - 氷室剛介

- 葉山良二 - 石黒
- 南原宏治 - 和泉昇次郎
- 真山知子 - 佐竹冴子
- 戸浦六宏 - 島岡光雄
- 左とん平 - バーテン
- 室田日出男 - 大沼安男
- 中田博久 - 塚原
- 日尾孝司 - 星野
- 渡辺やよい - 氷室京子
- 後藤ルミ - 和泉真矢子
- 河合絃司 - 氷室源太郎
- 北川恵一 - 草間
- 植田灯孝 - 浅見
- 佐藤晟也 - 古賀
- 小林稔侍 - 清水
- 一の瀬レナ - 女
- 久地明 - 矢野
- 木川哲也 - 青木
- 太古八郎 - 佐藤八郎
- 土山登志幸 - 吉岡
- 須賀良 - 久保
- 沢田浩二 - 大沼組組員
- 菅野直行 - 田口
- 山之内修 - 大沼組幹部
- 亀山達也 - 寺田
- 仲原新二 - 大沼組幹部
- 溝口久夫 - サブ
- 竹村清女 - 女
- 川崎いち子 - 女
- 大泉公孝 - 岩崎刑事
- 鈴木健之 - 大沼組組員
- 佐藤允 - 江口純

## スタッフ
- 監督 - 鷹森立一

- 脚本 - 神波史男
- 企画 - 吉野誠一・高村賢治
- 撮影 - 中島芳男
- 美術 - 中村修一郎
- 音楽 - 津島利章
- 録音 - 長井修堂
- 照明 - 元持秀雄
- 編集 - 祖田富美夫
- 助監督 - 深町秀煕
- スチール - 遠藤努

## 製作
『キイハンター』や『やくざ刑事シリーズ』で命がけのアクロバティックなスタントをして世間を沸かしていた千葉真一を、殺し屋の主人公としてコスチュームも新たにする新シリーズ第一弾として、シリアスな作品を製作した。千葉ファンである若い観客の動員に成功し、東映にとって新たな客層を獲得する作品となった。

## ビデオ
1981年に東映芸能ビデオから、4万9000円でVHSが発売された。

## 続編
「狼やくざ 葬いは俺が出す」(1972年11月公開)
キャスト
- 出演:千葉真一、渡瀬恒彦、成田三樹夫、池玲子、藤竜也、堀田眞三、誠直也、深江章喜、土山登志幸、佐藤晟也、内田良平、諸角啓二郎、日尾孝司、久地明、三重街竜、角友司郎、佐藤好将、安岡力也、滝島孝二、小林稔侍、西本良二郎、相馬剛三、北川恵一、内田朝雄

ほか
スタッフ
- 監督:斎藤武市
- 脚本:中西隆三